# La Couleur de l'argent (roman)
Pour l’article homonyme, voir La Couleur de l'argent.
La Couleur de l'argent (The Color of Money) est un roman de suspense sur le jeu du billard de l'écrivain américain Walter Tevis, paru en 1984 chez Warner Books. C'est la suite de son roman de 1959 L'Arnaqueur.La première version française fut publiée en 1987 par les éditions Mazarine. C'était son sixième et dernier livre avant sa mort l'année de sa publication.
Le roman a été adapté en Film sous le même titre réalisée par  Martin Scorsese en 1986.

## Synopsis
Le roman se déroule en 1983, ce qui est décrit dans ce livre comme vingt-deux ans après que Fast Eddie ait vaincu les Minnesota Fats à Chicago. Eddie, aujourd'hui âgé de cinquante ans, dirige sa propre salle de billard à Lexington, Kentucky . Il est marié depuis longtemps mais est en train de divorcer, et son ex-femme a pris possession de la salle de billard et elle vend ses tables. Eddie n'a pas joué au billard depuis de nombreuses années, même si Burt Gordon, le joueur qui l'avait menacé s'il continuait à jouer professionnellement, est mort depuis longtemps.
Après avoir été approché par une société de production de télévision par câble pour s'engager dans une série de matchs d'exhibition avec Fats, il rencontre son ancien ennemi dans les Florida Keys . Fats, aujourd'hui âgé d'une soixantaine d'années, est en mauvaise santé, mais il est financièrement indépendant et passe ses journées à photographier les oiseaux et à pêcher. Eddie persuade Fats d'apparaître avec lui dans les matchs. Fats est réticent à le faire mais accepte de le faire moyennant des frais plus élevés. Pour gagner la participation de Fats, Eddie accepte de lui donner une partie de sa part des frais. Ils partent en tournée, Eddie recevant les conseils de Fats en cours de route. Fats le bat à chaque match.
Eddie rencontre Arabella, une Anglaise, qui emménage avec lui. Avec ses encouragements, Eddie recommence à jouer au billard, principalement à neuf balles . Il gagne en expérience et en confiance mais peine à surmonter ses années d'inactivité et son expérience des techniques de billard droit , qui sont bien différentes. Fats donne à Eddie une liste de salles de billard dans des petites villes où il pense qu'Eddie peut gagner de l'argent. Eddie va de ville en ville, défiant le meilleur joueur de chaque salle de billard. Il gagne, mais finit par être trompé et battu par l'un d'eux. Il continue ses matchs d'exhibition avec Fats et s'améliore. Fats meurt juste avant leur dernier match.
Eddie se décourage après le passage à tabac et obtient un emploi dans une université, gérant une zone de loisirs étudiante qui comprend une salle de billard. Il déteste ce travail, alors avec l'aide d'Arabella, il ouvre un magasin qui vend de l'art populaire. Le magasin démarre de manière prometteuse mais est la cible d'un jeune  malveillant qui avait fait des avances sexuelles à Arabella. Il met le feu au magasin et détruit méticuleusement tout ce qu'il contient.
Eddie participe à un championnat de neuf balles à Lake Tahoe . Il gagne en battant un certain nombre de jeunes joueurs.

## Adaptation
Le roman a été adapté en Film sous le même titre réalisée par  Martin Scorsese, en 1986., mettant en vedette Paul Newman dans le rôle de Fast Eddie , Tom Cruise  avec Mary Elizabeth Mastrantonio , Helen Shaver et John Turturro.
Basé sur le roman de Tevis , le film diffère grandement du roman en termes d'intrigue , et ne présente pas le personnage des Minnesota Fats,. Bien que Tevis ait écrit un scénario pour le film, après avoir adapté le scénario directement de son roman, les cinéastes ont décidé de ne pas l'utiliser, créant plutôt une histoire entièrement différente sous le titre de Tevis. A l'exception du personnage de Felson, aucun des personnages du roman n'apparaît dans le film, et à part lui les personnages du film ne sont pas dans le roman.

## Critiques
Publishers Weekly a qualifié le livre de « tendu et évocateur », et le Chicago Tribune a déclaré que « Tevis a ajouté une partie du glamour, mais le courage demeure ».
Dans le Lexington Herald-Leader , le critique Rick Bailey a écrit : « Une fois de plus, comme il l'a fait il y a des années, Tevis met tout en jeu. Une fois de plus, il tient ses promesses. »

## Référence
1. ↑  (en) « WALTER TEVIS, 56, A SCREENWRITER », The New York Times,‎ 11 août 1984 (lire en ligne, consulté le 16 avril 2024)
2. ↑  « The Real Hustler - kentuckymonthly.com », sur web.archive.org, 9 octobre 2023 (consulté le 16 avril 2024)
3. ↑  (en-US) Contributed Content, « FAMED POOL PLAYER, MINNESOTA FATS, DIES », sur Chicago Tribune, 18 janvier 1996 (consulté le 16 avril 2024)
4. ↑  (en-US) Pat Putnam, « Victimized by 'a kid's game' », sur Sports Illustrated Vault | SI.com (consulté le 16 avril 2024)
5. ↑  « 'The Color of Money': Three Men and a Sequel », sur archive.nytimes.com (consulté le 16 avril 2024)
6. 1 2  « Color of Money, Lexington Herald-Leader », Lexington Herald-Leader,‎ 5 août 1984, p. 50 (lire en ligne, consulté le 16 avril 2024)